# ميغيل أنخيل هيدالغو ميدينا
ميغيل أنخيل هيدالغو ميدينا (بالإسبانية: Miguel Hidalgo Medina)‏ هو سياسي بيروفي، ولد في 26 ديسمبر 1952 في بيرو.